# Toneelscenario
Een toneelscenario is het scenario voor een toneelstuk. Het beschrijft:
- Welke plaats of situatie op het toneel wordt getoond.
- Welke figuren op het toneel verschijnen of verdwijnen.
- Wat de spelers doen.
- De dialogen.

Het woord scenario zou ontstaan kunnen zijn door het gebruik bij de Commedia dell'arte om een briefje met de hoofdlijnen van het toneelstuk op de achterkant van het geschilderde decor, het "scenario", te prikken. Het scenario is dan het geheugensteuntje voor de acteurs. Het zou echter ook simpelweg kunnen duiden op een lijst met scènes, waarbij een scène dan staat voor een bepaalde inrichting van het toneel.